# Francis Benali
Francis Vincent Benali (Southampton, 30 de dezembro de 1968) é um ex-futebolista inglês que atuava como zagueiro.
Seus melhores momentos na carreira foram com o Southampton, equipe que defendeu entre 1988 e 2004.

## Carreira
Tendo ingressado nas categorias de base do Southampton em 1985 juntamente com outro ídolo da equipe, Matthew Le Tissier, Benali, que inicialmente atuava como atacante, foi integrado ao elenco principal dos Saints em 1988. Sua estreia foi contra o Derby County, em outubro do mesmo ano.
Durante seus 16 anos na equipe, ele mostrava-se como um zagueiro que pouco avançava à frente com frequência. Atuando também como lateral-direito, seus cruzamentos para a área eram praticamente precisos. Porém, seu comportamento dentro de campo não era dos mais tranquilos: no total, Benali receberia onze cartões vermelhos durante sua carreira - o primeiro, em 1993, foi após ter cometido uma falta em Nick Barmby. Ele também notabilizou-se por marcar vários gols-contra, e um dos mais lembrados foi em 1994, quando ao tentar cortar um cruzamento, mandou a bola para as redes de Dave Beasant, na partida contra o Oldham Athletic.
Sua trajetória no Southampton encerrou-se em janeiro de 2004, após um amistoso entre os Saints e o Bayern de Munique. Antes, em 2001, havia sido emprestado por três meses ao Nottingham Forest.
Em 2005, foi convidado pelo então treinador do Southampton, Harry Redknapp, para participar de uma sessão de treinamentos de pré-temporada, chegando a fazer um amistoso contra o Eastleigh, sendo este o último jogo de Benali com a camisa dos Saints. Ficaria o restante do ano em inatividade.
Foi justamente o Eastleigh que contrataria Benali para a temporada 2006-07. Até 2008, foram 22 partidas pelos Spitfires, não tendo marcado nenhum gol. O zagueiro se aposentaria dos gramados pouco depois.

## Links
- Interview in Dream Fans DVD – Spanish Saints
- Estatísticas da carreira no Soccerbase
- Premier League - Francis Benali